# Виндах
Виндах (нем. Windach) — община в Германии, в земле Бавария.
Подчиняется административному округу Верхняя Бавария. Входит в состав района Ландсберг-на-Лехе. Подчиняется управлению . Население составляет 3668 человек (на 31 декабря 2010 года). Занимает площадь 24,85 км².
Коммуна подразделяется на 4 сельских округа.

## Население
По оценке на 31 декабря 2015 года население общины Виндах составляет 3759 чел. 

| Дата      | 1840 | 1871 | 1900 | 1925 | 1939 | 1950 | 1961 | 1970 | 1987 | 2011 |
| --------- | ---- | ---- | ---- | ---- | ---- | ---- | ---- | ---- | ---- | ---- |
| Население | 740  | 837  | 1013 | 1114 | 1058 | 1682 | 1457 | 1741 | 2264 | 3694 |

| Год       | 1960 | 1970 | 1980 | 1990 | 2000 | 2009 | 2010 | 2011 | 2012 | 2013 | 2014 | 2015 |
| --------- | ---- | ---- | ---- | ---- | ---- | ---- | ---- | ---- | ---- | ---- | ---- | ---- |
| Население | 1462 | 1762 | 2080 | 2462 | 3334 | 3623 | 3668 | 3727 | 3712 | 3724 | 3767 | 3759 |